# Trifluorometano
Trifluorometano, também chamado de Fluorofórmio, é o composto de fórmula química CHF3. Na temperatura ambiente, é um gás incolor, termicamente estável até 1150ºC. É solúvel em compostos orgânicos e apresenta solubilidade em água (1g/L) por conta de sua polaridade. Devido ao seu estado físico, pode ser armazenado em um frasco de vidro ou em gasômetro sobre a água.
Pode ser obtido a partir de duas reações:
(I) CHI3 + 3HgF → CHF3 + 3 HgI, com rendimento de 45%.
(II) CHCl3 + 3 HF → CHF3 + 3 HCl, com rendimento de 95%.